# Un jour si blanc
Un jour si blanc is een studioalbum van de fransman François  Couturier, Couturier is een liefhebber van de films van Andrej Tarkovski en ook op dit album eerde hij die Russische filmer met het nummer Un jour si blanc, dat tevens de titel van het album werd. Un jour si blanc is een gedicht van Andrej’s vader Arseni Tarkovski en de oorspronkelijke titel van Andrej’s film De Spiegel.  
De muziek bestaat uit geïmproviseerde muziek, die op het snijvlak van de zeer rustige jazz en impressionistische pianomuziek a la Claude Debussy ligt. Het is een muzikale wandeling in een wereld waar parfums, geuren en geluiden met elkaar interfereren, Couturier verwees daarbij naar Baudelaire. 
Opnamen vonden plaats in de Auditorio Radio Svizzera in Lugano, een geluidsstudio waar ECM Records vaker gebruik van maakt.

## Musici
- François Couturier – piano

## Muziek
L´intemporel is gebaseerd op Bachs 'Ich ruf zu dir, Herr Jesu Christ' en Voyage d'hiver op Toru Takemitsus La neige; Lune de miel vertoont gelijkenis met de jazzstandard I fall in love to easily. Aldus Couturier.
| Nr. | Titel                                    | Duur |
| --- | ---------------------------------------- | ---- |
| 1.  | L'aube                                   | 5;57 |
| 2.  | Un calme matin orangé                    | 3:32 |
| 3.  | Lune de miel                             | 3;42 |
| 4.  | L'intemporel (hommage aan Bach)          | 4:55 |
| 5.  | Le soleil rouge                          | 2:47 |
| 6.  | Der Blaue Reiter                         | 2:57 |
| 7.  | Sensation (hommage aan Rimbaud)          | 6:40 |
| 8.  | Un jour si blanc (hommage aan Tarkovksi) | 5:28 |
| 9.  | Colors; deel 1                           | 2:21 |
| 10. | Colors; deel 2                           | 2:15 |
| 11. | Colors; deel 3                           | 2:17 |
| 12. | Colors; deel 4                           | 2:26 |
| 13. | Clair-obscur; deel 1                     | 3:49 |
| 14. | Clair-obscur; deel 2                     | 1:20 |
| 15. | Voyage d'hiver                           | 3:41 |
| 16. | Par les soirs bleus d'été                | 4:34 |
| 17. | Moonlight                                | 1:33 |